# 31. rozdanie nagród Złotych Malin
31. rozdanie nagród Złotych Malin za rok 2010, odbyło się 26 lutego 2011 roku w Hollywood w Barnsdall Gallery Theatre, tradycyjnie na dzień przed Oscarową galą. Nominacje do nagród zostały ogłoszone 24 stycznia 2011 roku.
Maliny to corocznie przyznawane antynagrody dla najgorszych produkcji, ich twórców oraz aktorów.
Najwięcej nominacji − po dziewięć − otrzymały dwa filmy: Saga „Zmierzch”: Zaćmienie w reżyserii Davida Slade’a i Ostatni władca wiatru M. Nighta Shyamalana. Siedem nominacji otrzymał film Seks w wielkim mieście 2, którego cztery główne aktorki zostały nominowane w kategorii najgorsza aktorka.
Najwięcej antynagród − pięć − otrzymał film w reżyserii M. Nighta Shyamalana Ostatni władca wiatru, który został uznany za najgroszy film roku, a sam reżyser otrzymał nagrody za najgorszą reżyserię i scenariusz. Jackson Rathbone otrzymał nagrodę dla najgorszego aktora drugoplanowego za występy w wyżej wymienionym filmie oraz w filmie Saga „Zmierzch”: Zaćmienie.
Trzy antynagrody otrzymał film Seks w wielkim mieście 2, w tym za najgorszy prequel, sequel, remake lub plagiat, za najgorszą ekranową parę (którą stanowiła cała obsada filmu) oraz nagrodę zbiorową dla najgorszej aktorki dla czterech odtwórczyń głównych ról: Sary Jessiki Parker, Kim Cattrall, Kristin Davis i Cynthii Nixon.
Najgorszym aktorem uznany został Ashton Kutcher, który wystąpił w komediach Walentynki i Pan i pani Kiler. Jessica Alba otrzymała nagrodę dla najgorszej aktorki za rolę w czterech obrazach: Poznaj naszą rodzinkę, Walentynki, Maczeta oraz Morderca we mnie.

## Laureaci i nominowani
Laureaci nagród wyróżnieni są wytłuszczeniem

### Najgorszy film
- Ostatni władca wiatru
  - Dorwać byłą
  - Seks w wielkim mieście 2
  - Saga „Zmierzch”: Zaćmienie
  - Wampiry i świry

### Najgorszy aktor
- Ashton Kutcher − Pan i pani Kiler i Walentynki
  - Jack Black − Podróże Guliwera
  - Gerard Butler − Dorwać byłą
  - Taylor Lautner − Saga „Zmierzch”: Zaćmienie i Walentynki
  - Robert Pattinson − Saga „Zmierzch”: Zaćmienie i Twój na zawsze

### Najgorsza aktorka
- Sarah Jessica Parker, Kim Cattrall, Kristin Davis i Cynthia Nixon − Seks w wielkim mieście 2
  - Jennifer Aniston − Dorwać byłą i Tak to się teraz robi
  - Miley Cyrus − Ostatnia piosenka
  - Megan Fox − Jonah Hex
  - Kristen Stewart − Saga „Zmierzch”: Zaćmienie

### Najgorszy aktor drugoplanowy
- Jackson Rathbone − Ostatni władca wiatru i Saga „Zmierzch”: Zaćmienie
  - Billy Ray Cyrus − Nasza niania jest agentem
  - George Lopez − Nasza niania jest agentem, Marmaduke i Walentynki
  - Dev Patel − Ostatni władca wiatru
  - Rob Schneider − Duże dzieci

### Najgorsza aktorka drugoplanowa
- Jessica Alba − Poznaj naszą rodzinkę, Maczeta, Walentynki i Morderca we mnie
  - Cher − Burleska
  - Liza Minnelli − Seks w wielkim mieście 2
  - Nicola Peltz − Ostatni władca wiatru
  - Barbra Streisand − Poznaj naszą rodzinkę

### Najgorsza ekranowa para
- Cała obsada filmu − Seks w wielkim mieście 2
  - Jennifer Aniston i Gerard Butler − Dorwać byłą
  - Wyraz twarzy Josha Brolina i akcent Megan Fox − Jonah Hex
  - Cała obsada filmu − Ostatni władca wiatru
  - Cała obsada filmu − Saga „Zmierzch”: Zaćmienie

### Najgorszy prequel, sequel, remake lub plagiat
- Seks w wielkim mieście 2
  - Starcie tytanów
  - Ostatni władca wiatru
  - Saga „Zmierzch”: Zaćmienie
  - Wampiry i świry

### Najgorsze nadużycie 3D w filmie
- Ostatni władca wiatru
  - Psy i koty: Odwet Kitty
  - Starcie tytanów
  - Dziadek do orzechów
  - Piła 3D

### Najgorszy reżyser
- M. Night Shyamalan − Ostatni władca wiatru
  - Jason Friedberg i Aaron Seltzer − Wampiry i świry
  - Michael Patrick King − Seks w wielkim mieście 2
  - David Slade − Saga „Zmierzch”: Zaćmienie
  - Sylvester Stallone − Niezniszczalni

### Najgorszy scenariusz
- M. Night Shyamalan − Ostatni władca wiatru
  - John Hamburg i Larry Stuckey − Poznaj naszą rodzinkę
  - Michael Patrick King − Seks w wielkim mieście 2
  - Melissa Rosenberg − Saga „Zmierzch”: Zaćmienie
  - Jason Friedberg i Aaron Seltzer − Wampiry i świry

## Podsumowanie ilości nominacji
(Ograniczenie do dwóch nominacji)
9 : Saga „Zmierzch”: Zaćmienie, Ostatni władca wiatru
7 : Seks w wielkim mieście 2
4 : Dorwać byłą, Wampiry i świry, Walentynki
3 : Poznaj naszą rodzinkę
2 : Jonah Hex, Nasza niania jest agentem, Starcie tytanów

## Podsumowanie ilości nagród
(Ograniczenie do dwóch nagród)
5 : Ostatni władca wiatru
3 : Seks w wielkim mieście 2
2 : Walentynki